# Cheval sauvage
Ne doit pas être confondu avec Equus ferus.

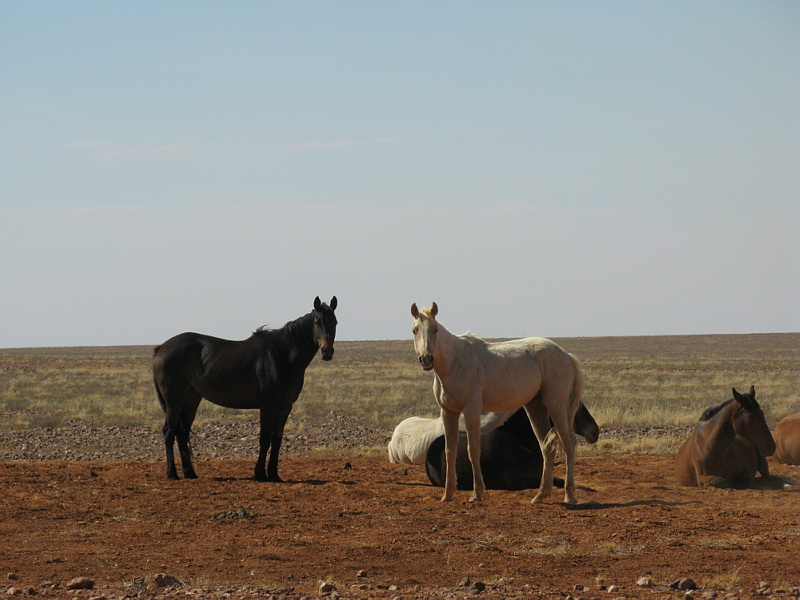
Brumbies en Australie

Un cheval sauvage est un cheval qui vit en liberté, sans contacts avec l'être humain, ou très peu, par opposition au cheval domestique. L'expression « cheval sauvage » n'est appliquée, de façon erronée, qu'à des animaux descendants de populations de chevaux domestiques, retournées à l'état sauvage par  marronnage, après avoir été abandonnées ou après s'être échappées. Ces animaux se réadaptent très facilement à la vie sauvage. Il ne faut pas confondre leur situation avec celle des chevaux préhistoriques disparus qui n'ont jamais été domestiqués.
Si les  mustangs américains forment la population de chevaux sauvages la plus connue, ces animaux se trouvent sur tous les continents : le Camargue en France, les Brumby en Australie, ou encore les chevaux de Namibie en Afrique. Certaines populations, comme celle des brumbies, sont considérées comme invasives.

## Mode de vie

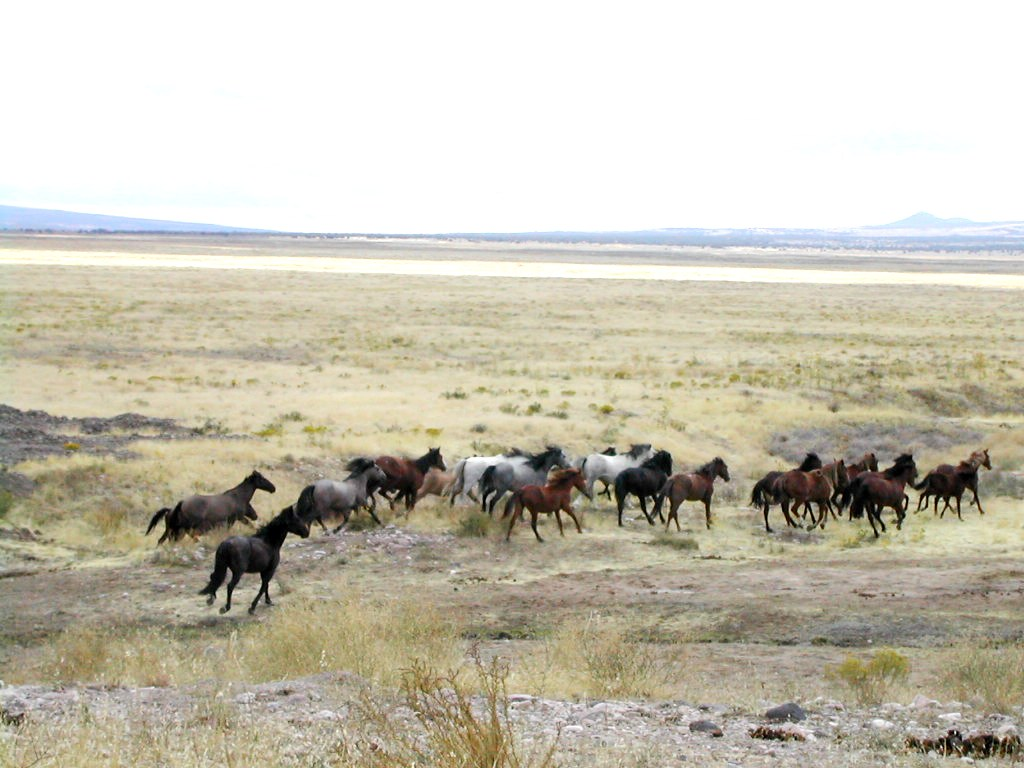
Troupeau de mustangs au galop

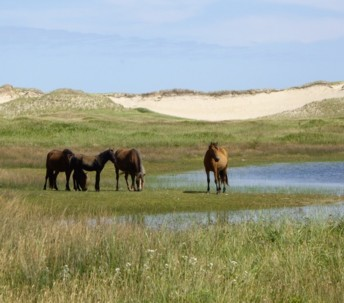
Troupeau de chevaux sauvages sur l'île de Sable

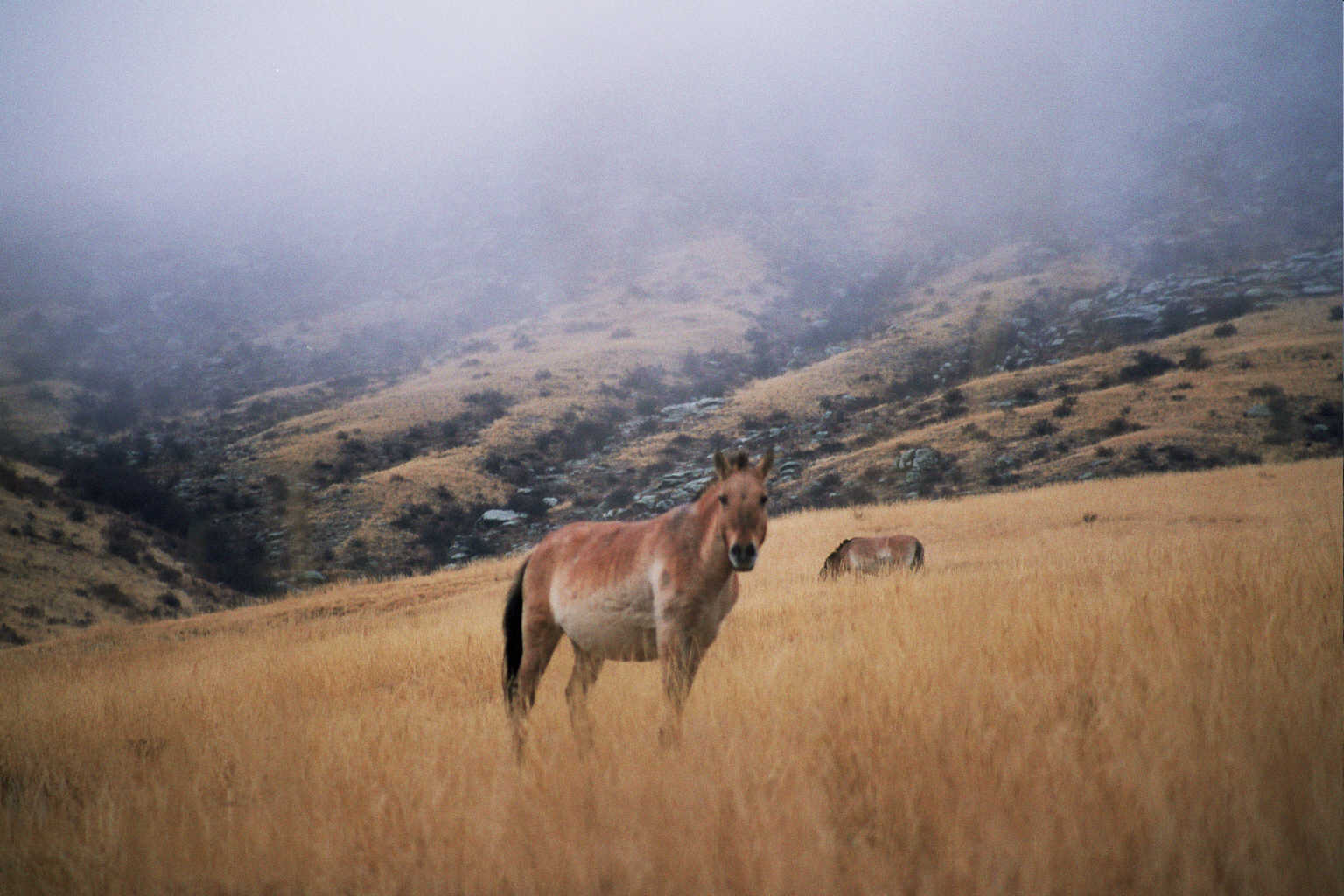
Przewalski en Mongolie

Le cheval est un animal naturellement grégaire, qui vit en hardes d'une petite dizaine d'individus. La harde se compose généralement :
- D'un étalon protecteur du troupeau qui se reproduit également avec les juments de la harde.
- De trois à quatre juments dont la plus âgée est souvent à la fois la dominante et la meneuse, mais pas obligatoirement. Certaines hardes ou harems peuvent se composer d'un étalon unique et d'une seule jument, la taille de la harde dépend des étalons[3]
- De leurs poulains sur deux ou trois années.

Les juments exercent le rôle de reproductrices et de nourrices pour leurs poulains. La jument dominante s'occupe, elle, de l'éducation des poulains les plus irrespectueux. Quand les jeunes étalons sont en âge de se reproduire, ils sont chassés par l'étalon chef ou s'en vont eux-mêmes du groupe pour former des « bandes de jeunes célibataires » à part, jusqu'à former eux-mêmes leur propre harde de juments.
La première jument, souvent la plus âgée du groupe, est l'animal qui conduit la harde lors de ses déplacements. Ses envies doivent coïncider avec celles des autres individus du groupe : trouver un point d'eau, trouver de la nourriture, trouver un lieu où se reposer, trouver un point d'ombre, etc. Elle se décide à agir en premier pour satisfaire son envie et son expérience lui permet d'avoir souvent plus d'à propos que les autres.
Il peut cependant y avoir un individu meneur par activité (celui qui a en général la bonne idée d'aller vers l'eau, un autre qui pense à se mettre à l'ombre au bon moment, un autre encore qui décide de changer de type d'herbe). Le leadership est totalement indépendant de l'état hiérarchique de la harde.
Dans la harde, il existe une hiérarchie de type dominant/dominé, établie généralement en fonction de l'âge des individus et de leur tempérament. La hiérarchie n'est absolument pas pyramidale, sauf exception liée au hasard des individus. Si A domine B et que B domine C, alors A ne domine pas forcément C. Cette hiérarchie se stabilise au bout de quelques mois de vie commune et n'est en général pas ou peu remise en cause (les juments en gestation auraient tendance à gagner un peu en dominance sur les autres, mais ceci reste anecdotique). Au sein du groupe, l'ordre et la hiérarchie se maintiennent par des manœuvres d'intimidation, notamment via un langage corporel très développé : le cheval se défend ou se fait respecter des autres par des menaces précédant si nécessaire des ruades ou des morsures.
Jusque l'âge de deux ans environ, les poulains et les pouliches restent dans leur groupe, puis en partent d'eux-mêmes ou en sont chassés par l'étalon. Il est très rare qu'un étalon se reproduise avec l'une de ses propres pouliches et ce comportement préserve la horde de la consanguinité. Les jeunes mâles chassés se regroupent pour former un troupeau au sein duquel ils s'aguerrissent en pratiquant des jeux et des combats fictifs, jusqu’à l’âge de 5-6 ans environ. Quand ils ont pris assez d'assurance, ils peuvent créer leur propre harde. Pour ce faire, ils disposent de plusieurs choix, l'un d'eux consiste à provoquer un étalon en duel. S'ils gagnent le combat, ils « récupèrent » les juments du vaincu à condition qu'elles acceptent de le suivre. Il s'agit là d'un comportement privilégiant la descendance des étalons les plus féroces, les plus malins et les plus vigoureux.
Un jeune étalon peut aussi former sa harde en « volant » des juments à d'autres étalons, pour peu qu'elles n'apprécient pas leur harde actuelle ou qu'il s'agisse de pouliches en âge de la quitter. L'arrivée de jeunes juments de deux ou trois ans venant de quitter leur troupeau familial est une autre opportunité pour un jeune étalon de former sa harde.
La plupart du temps, la harde se déplace au pas, le trot et le galop étant réservés à la fuite ou aux jeux. Les chevaux ne défendent pas de territoire, mais ils évitent autant que possible la proximité d'autres hardes.

### La nourriture et l'eau
Le cheval sauvage ou en liberté passe près de 70 % de son temps à brouter, il s'agit de son activité principale : la faible quantité énergétique contenue dans les végétaux et l'anatomie de son système digestif  l'obligent à passer une très large partie de son temps à se nourrir pour survivre. Lors des hivers rigoureux, ces heures se prolongent en raison des besoins énergétiques qui augmentent aussi pour lutter contre le froid. Les dents « avancées » et l'appareil digestif de petite taille sont adaptés à cette activité. Son intestin, de petite taille lui aussi, n'est pas prévu pour stocker de la nourriture en grande quantité et lui impose donc de prendre des repas plus petits et plus nombreux, chose qu'il fait en broutant continuellement contrairement aux ruminants.
La recherche de nourriture est une activité importante du cheval, en effet, il doit changer de lieu de pâture lorsque l'herbage vient à manquer. Il parcourt ainsi des distances très importantes avec sa harde. Le cheval en liberté doit aussi trouver de quoi assouvir sa soif. Un cheval boit 40 à 60 litres d'eau par jour et parfois plus en fonction des conditions climatiques (température, vent, humidité...), de sa taille, des efforts fournis et de la nature de son alimentation.

### Le sommeil
Les chevaux sauvages consacrent très peu de temps au sommeil. Dans la harde, ils ne dorment jamais tous en même temps, se couchent et s'allongent très peu et se relaient en cas de danger, comportement hérité de l'époque où de dangereux prédateurs pouvaient les surprendre à n'importe quel moment. Le cheval ne dort pas plusieurs heures d'affilée mais par petites périodes. Il est capable de dormir debout pour les phases de sommeil légers. Cependant, il a besoin de se coucher pour les phases de sommeil profond s'il est en sécurité.

### La fuite
Le cheval est un animal fuyard qui n'est pas taillé pour le combat. Au moindre danger que les « guetteurs » peuvent percevoir, même à des centaines de mètres, le cheval prend instinctivement la fuite. 

### Impacts des populations de chevaux sauvages sur l'environnement
Les populations de chevaux sauvages sont très controversées, si elles représentent un patrimoine historique indéniable, elles peuvent concurrencer aussi les animaux domestiques pour la consommation de végétaux, et piétinent les surfaces cultivables. De plus, leur présence peut avoir une influence négative sur les espèces endémiques à certaines régions, comme en Australie par exemple.

## Populations de chevaux sauvages
Voici la liste de populations recensées comme vivant à l'état sauvage. 

### Cheval de Przewalski

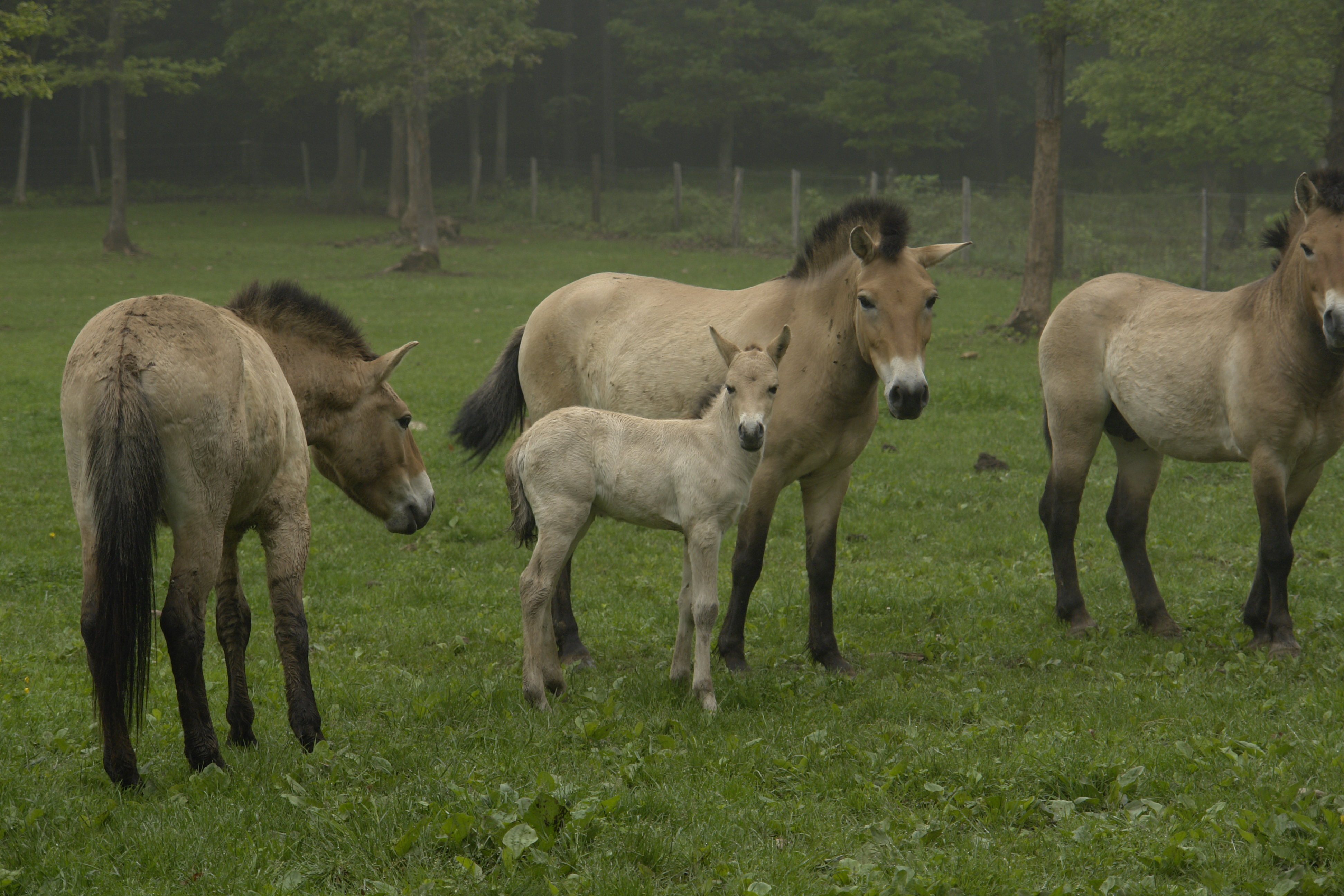
Chevaux de Przewalski du Domaine des grottes de Han en Belgique.

Le cheval de Przewalski a longtemps été pris pour le dernier cheval jamais domestiqué, mais descend de populations domestiquées 5000 ans auparavant . Des réserves animales dont le Domaine des grottes de Han accueillent des chevaux de Przewalski dans le but de protéger l'espèce et de la réintroduire dans son milieu naturel en Mongolie.

### Tarpan

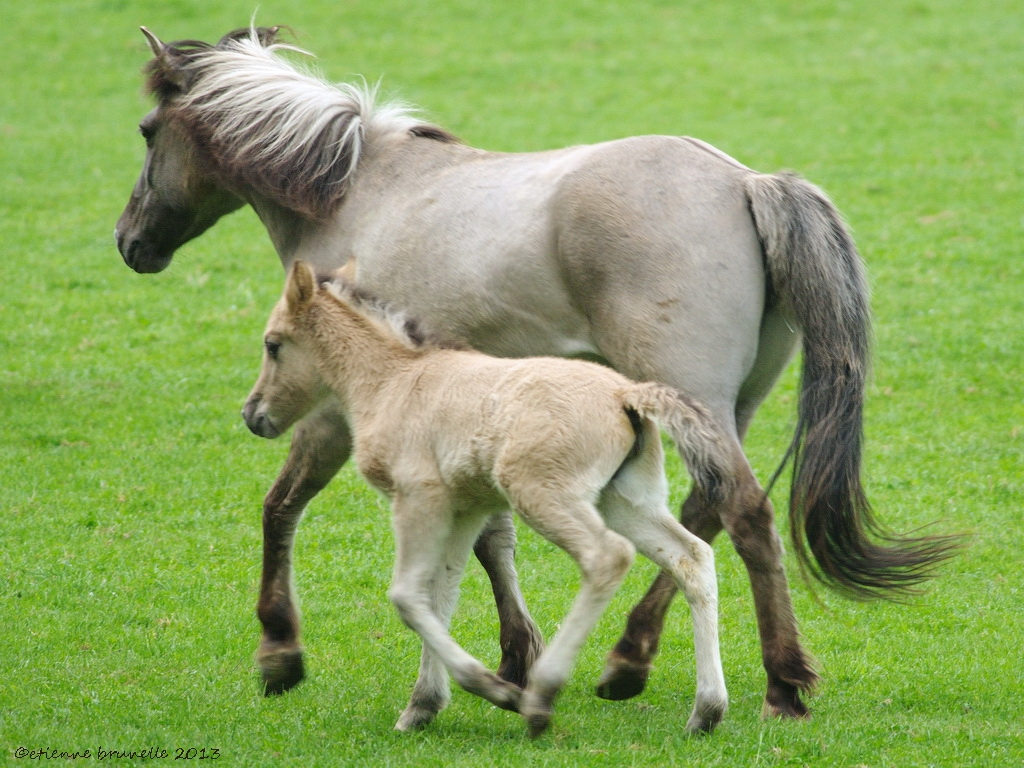
Une jument de Heck et son poulain galopant dans la plaine de la réserve animale du Domaine des grottes de Han en Belgique.

Le tarpan est désormais éteint. Toutefois, une tentative de « reconstitution » a conduit au «cheval de Heck » qui a été introduit dans d'anciennes aires de répartition du cheval original. Bien que non élevée dans ce but, cette race peut être dressée et montée.

### Populationsmarronnesstables dans le temps
- Brumby, cheval sauvage d'Australie.
- Cheval de Corse
- Chincoteague
- Cheval de l'île Cumberland
- Cheval de l'Île Shackleford
- Cheval de Namibie
- Cheval du delta du Danube
- Exmoor
- Kaimanawa
- Kondudo
- Misaki
- Mustang
- Poney de l'île du sable

### Populations existant à la fois à l'état domestique et à l'état sauvage
- Camargue
- Poney Galicien
- Dartmoor
- Konik
- New Forest
- Sorraia
- Welsh mountain, une population de 180 individus vit à l'état sauvage[7].
- Garrano
- Dülmen
- Ostrovul Moldova Veche, une centaine de chevaux abandonnés dans l'île à la fin du XXe siècle et retournés à l'état sauvage[8].